# Ángel Albino Corzo, Chiapa de Corzo
Ángel Albino Corzo är en ort i Mexiko.   Den ligger i kommunen Chiapa de Corzo och delstaten Chiapas, i den sydöstra delen av landet, 700 km öster om huvudstaden Mexico City. Ángel Albino Corzo ligger 1 043 meter över havet och antalet invånare är 281.
Terrängen runt Ángel Albino Corzo är kuperad åt sydost, men åt nordväst är den bergig. Runt Ángel Albino Corzo är det ganska tätbefolkat, med 100 invånare per kvadratkilometer. Närmaste större samhälle är Tuxtla Gutiérrez, 15,9 km sydväst om Ángel Albino Corzo. I omgivningarna runt Ángel Albino Corzo växer huvudsakligen savannskog.